# Finca Espona
La Finca Espona és una propietat immoble de Torelló (Osona) protegida com a Bé Cultural d'Interès Local.

## Descripció

### Casa Espona, o Ca l'Espona

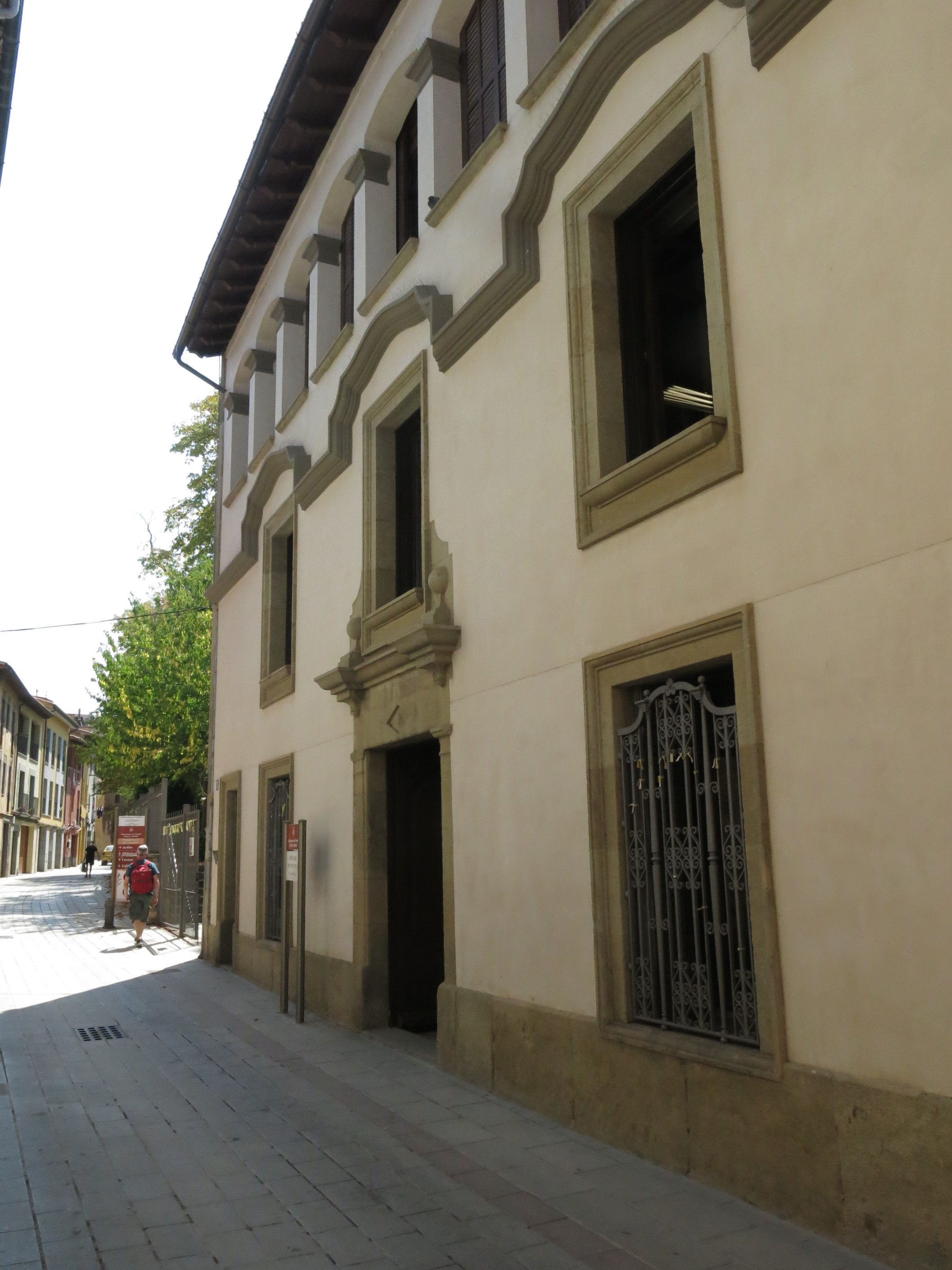
Façana de Ca l'Espona

Es tracta d'un edifici entre mitgeres de planta baixa més dos pisos. La coberta és de teula àrab a dues vessants amb una potent barbacana. La façana principal està orientada a nord. Presenta una distribució de les obertures homogènia seguint l'eix de simetria que marca la porta principal, excepte a la planta baixa on hi ha una porta petita al costat esquerre. La porta principal presenta una llinda sustentada a cada banda per pilastres amb capitells dòrics adossades als brancals. Al centre de la llinda hi ha un baix relleu amb el número del carrer i la lletra M inscrita dins d'un rombe ajagut. Les finestres dels costats estan emmarcades per un filet al seu voltant i estan protegides amb reixes de ferro forjat. La planta baixa té un sòcol.
Al primer pis hi trobem tres finestrals emmarcats amb pedra. El del centre queda integrat en la decoració de la portalada. El conjunt de les tres obertures està rematat per una motllura continua formant un arc mixtilini.
Per acabar, al segon pis hi ha una galeria al llarg de la façana formada per nou arcs sustentats per pilars amb capitells dòrics.
El ràfec és inclinat i descansa sobre colls de fusta.
La façana interior està orientada a sud i té vista sobre el jardí. Al qual s'hi accedeix mitjançant per unes escales que el connecten tant amb la planta baixa com amb el primer pis. Tant al primer pis com al segon trobem una galeria formada per sis arcs carpanells.
A la planta baixa apareixen les portes de servei d'accés al jardí.
Des de la part posterior de la casa s'aprecia la torreta de planta quadrangular que sobresurt de la teulada. Aquesta té coberta a quatre vessants i una finestra rectangular a cada costat.
L'interior de la casa és molt ric, trobem pintures, sostres motllurats de guix. Les estances més senyorials són policromades i es fan servir per usos municipals.

### Jardins Espona

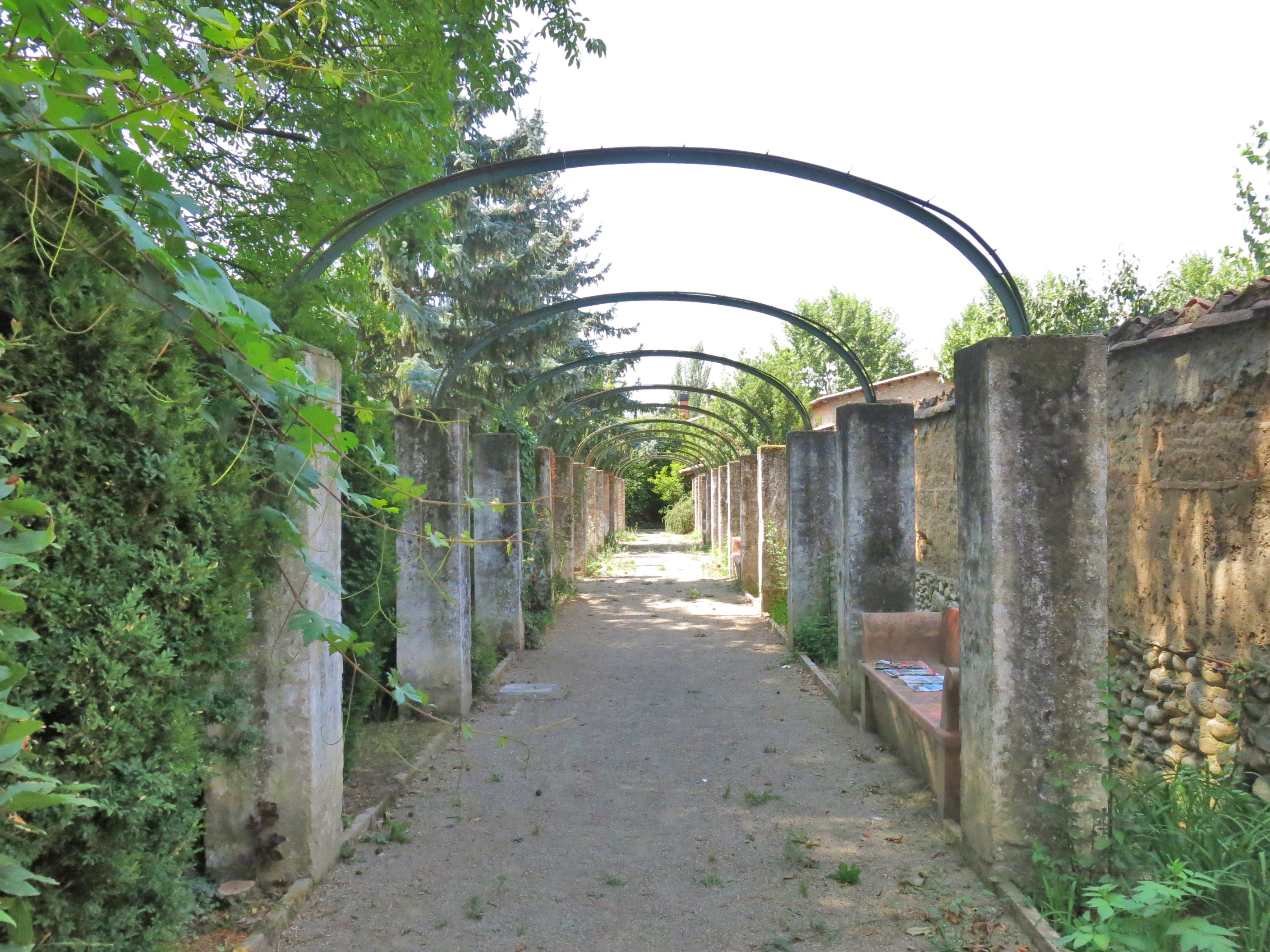
Umbracle dels jardins

S'estenen a la banda sud-oest de la finca. Aquests tenen una forma irregular i s'uneixen a la casa mitjançant un sistema de terraplens i escalinates. La paret del fons està coberta per còdols vistos de mida gran. Hi ha un estany d'aigua situat al peu de la tàpia. El camí principal té plàtans a banda i banda. A l'oest d'aquest primer camí hi ha un segon eix cobert per un umbracle d'estructura de ferro i pedra artificial. Entre els dos eixos principals hi ha una esplanada oberta de gespa i amb uns bancs que segueixen els camins secundaris transversals.
A la part més pròxima de les façanes posteriors del carrer Ges d'Avall hi ha els arbres de més envergadura. Allà mateix hi ha un cobert que s'usa per a fer reunions.

### Caseta Espona

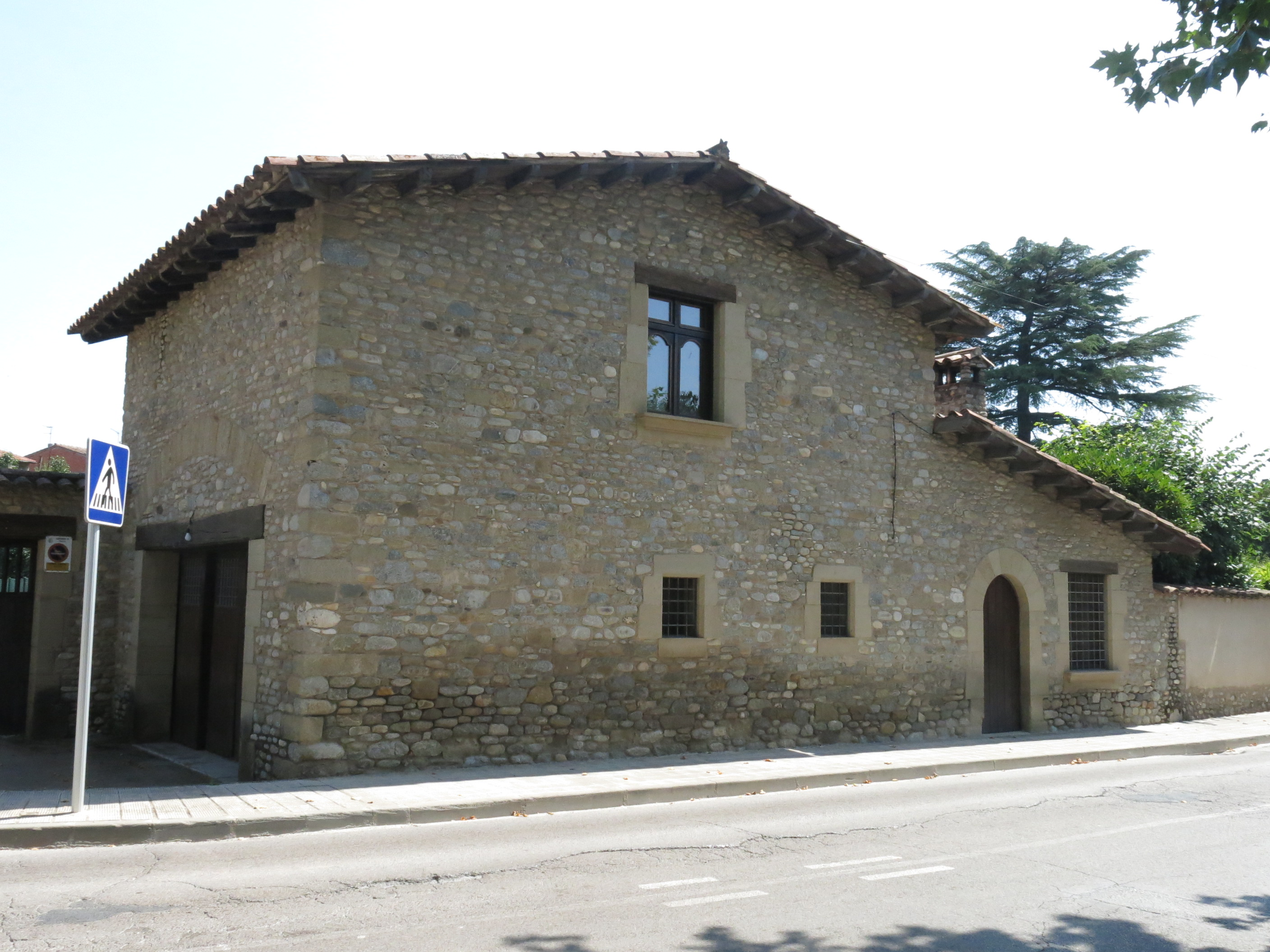
Caseta Espona

La façana principal d'aquest edifici queda alineada en el mur de tàpia que tanca els jardins, a l'extrem més a ponent del conjunt. Presenta una altura esglaonada. El cos més alt és de planta baixa i un pis i té coberta a doble vessant amb el carener perpendicular a la façana principal. L'altre té una sola planta i la coberta és a una sola vessant. El sòcol de còdol vist fa conjunt amb el mur de tancament de la finca. Els bastiments de les obertures són de pedra polida, així com l'arc adovellat del portal. Les finestres tenen llindes de fusta.
A la part baixa de la casa destaca una xemeneia de forma prismàtica de grans dimensions. Al darrere hi ha una eixida amb un petit porxo suportat per columnes de pedra artificial. S'utilitza com a magatzem d'eines.

## Història
La finca pertanyia a la família Espona dedicada a la indústria tèxtil. Van arribar a tenir una colònia tèxtil a Sant Joan de les Abadesses (1989).
Jaume Espona Brunet feu la reforma de la façana que té la casa avui en dia. D'aquesta obra se n'encarregà el constructor Benet Domènech Font l'any 1926.
La manca directa d'hereus de la família Espona feu que la casa estigué habitada uns anys per la família Sanglas i després d'un procediment d'expropiació forçosa va passar a mans de l'Ajuntament de Torelló.